# 伊藤致雄
伊藤 致雄（いとう むねお、1942年 - ）は、日本の小説家。日本SF作家クラブ名誉会員。
宮城県出身。国立仙台電波高等学校（現在の仙台電波工業高等専門学校）  、武蔵工業大学（現在の東京都市大学）電子通信工学科卒。伊藤忠テクノサイエンスを2000年に退社。2005年、『ルーツ』（『神の血脈』に改題）で第6回小松左京賞受賞。当時63歳という高齢での受賞。

## 作品一覧
- 神の血脈（2005年、角川春樹事務所）
- 鎌倉繚乱 神の血脈（2007年、角川春樹事務所）
- 吉宗の偽書 兵庫と伊織の捕物帖（2007年、角川春樹事務所）
- 蜻蛉切り 兵庫と伊織の捕物帖（2008年、角川春樹事務所）
- 吉宗の推理 兵庫と伊織の捕物帖（2008年、角川春樹事務所）
- 銀のかんざし 定町廻り同心・榊荘次郎（2009年、角川春樹事務所）
- 古希祝い 定町廻り同心・榊荘次郎（2009年、角川春樹事務所）